# شاييم سوتين
شاييم سوتين (13 يناير 1893 - 9 أغسطس 1943) هو رسام بيلاروسي ساهم بشكل كبير في الحركة التعبيرية عندما كان يعمل ويعيش في باريس.